# 跪くまで5秒だけ!
「跪くまで5秒だけ!」（ひざまづくまでごびょうだけ）は、橋本みゆきの11枚目のシングル。2008年1月23日にLantisから発売された。

## 概要
前作「Star☆drops」から4ヶ月半ぶりのリリースとなる2008年1作目のシングル。表題曲「跪くまで5秒だけ!」は、テレビアニメ『君が主で執事が俺で』オープニングテーマとして使用された。

## 収録曲
（全編曲：鈴木マサキ）
1. 跪くまで5秒だけ!
  - 作詞：畑亜貴、作曲：渡辺拓也
  - テレビアニメ『君が主で執事が俺で』オープニングテーマ
2. Sha-la-la
  - 作詞・作曲：橋本みゆき
3. 跪くまで5秒だけ!（off vocal）
4. Sha-la-la（off vocal））

## 収録アルバム
- Brilliant Moment
- 君が主で執事が俺で オリジナルサウンドトラック（off vocal Re:arrange及びTV size）